# Chiesa delle Sante Rufina e Seconda
La chiesa delle Sante Rufina e Seconda è una chiesa di Roma, nel rione Trastevere, è situata in via della Lungaretta, 92.

## Storia
Secondo la tradizione la chiesa sorgerebbe sulla casa paterna delle due sorelle martiri romane del III secolo Rufina e Seconda, e col titolo di Sanctae Rufinae et Secundae è ricordata in una bolla di Callisto II del 1123. Nel 1569 essa fu acquistata dai Padri Mercedari spagnoli, che nel 1611 la passarono alle religiose raccolte da Francesca Montoy, all'origine dell'ordine delle Orsoline: in quest'epoca fu costruito l'annesso monastero (su un'insula di epoca romana). Nel 1917 l'intero complesso passò alle suore di Carità dell'Immacolata Concezione d'Ivrea.
La chiesa conserva un bel campanile romanico; otto colonne di marmo antico, con capitelli scalpellati, perché probabilmente raffiguravano divinità pagane; l'altare maggiore posa su un cippo su cui sono scolpiti simboli pagani.